# Boris Perušič
Boris Perušič (Zágráb, Jugoszlávia, 1940. július 27. –) olimpiai ezüstérmes csehszlovák válogatott horvát származású cseh röplabdázó.

## Pályafutása
Az 1964-es tokiói olimpián ezüstérmet szerzett a válogatottal. Az 1966-os hazai rendezésű világbajnokságon aranyérmet nyert a csapattal.

## Sikerei, díjai
- Olimpiai játékok
  - ezüstérmes: 1964, Tokió
- Világbajnokság
  - aranyérmes: 1966, Csehszlovákia